# Indomalajisk flodsköldpadda
Indomalajisk flodsköldpadda (Orlitia borneensis) är en sköldpaddsart som beskrevs av  Gray 1873. Indomalajisk flodsköldpadda ingår i släktet Orlitia, och familjen Geoemydidae. IUCN kategoriserar arten globalt som starkt hotad. Inga underarter finns listade.
Indomalajisk flodsköldpadda förekommer i Malaysia (södra Malackahalvön) och Indonesien (Sumatra och Borneo). 
Arten anses starkt hotad i Indonesien då den exporteras från landet i stort antal trots officiellt skydd. Den är upptagen på CITES lista enligt appendix II. Sköldpaddorna säljs på östasiatiska matmarknader i alla storlekar. 
Indomalajisk flodsköldpadda är en av de största sötvattenssköldpaddorna i Sydöstasien och ryggskölden kan då sköldpaddan är fullvuxen mäta upp till 80 centimeter. Levnadssättet är halvakvatiskt (både i vatten och på land). Dess föredragna livsmiljö är större sjöar, träsk och långsamt rinnande floder. 